# Саркотеста
Саркотеста — м'ясиста плодова оболонка, наприклад, у граната і саговника. Саркотеста складається з епідермальних клітин, отриманих зі шкірного покриву. Завжди зустрічається разом із твердим внутрішнім склеротестом. Саркотести поширені серед Cycadopsida та Ginkgophyta, а також у деяких покритонасінних рослин, таких як магнолієві та Connaraceae. 
Назва походить від дав.-гр. σάρξ (sárx) — «м'якуш» і лат. testa — «оболонка, насіннєва оболонка».

## Галерея

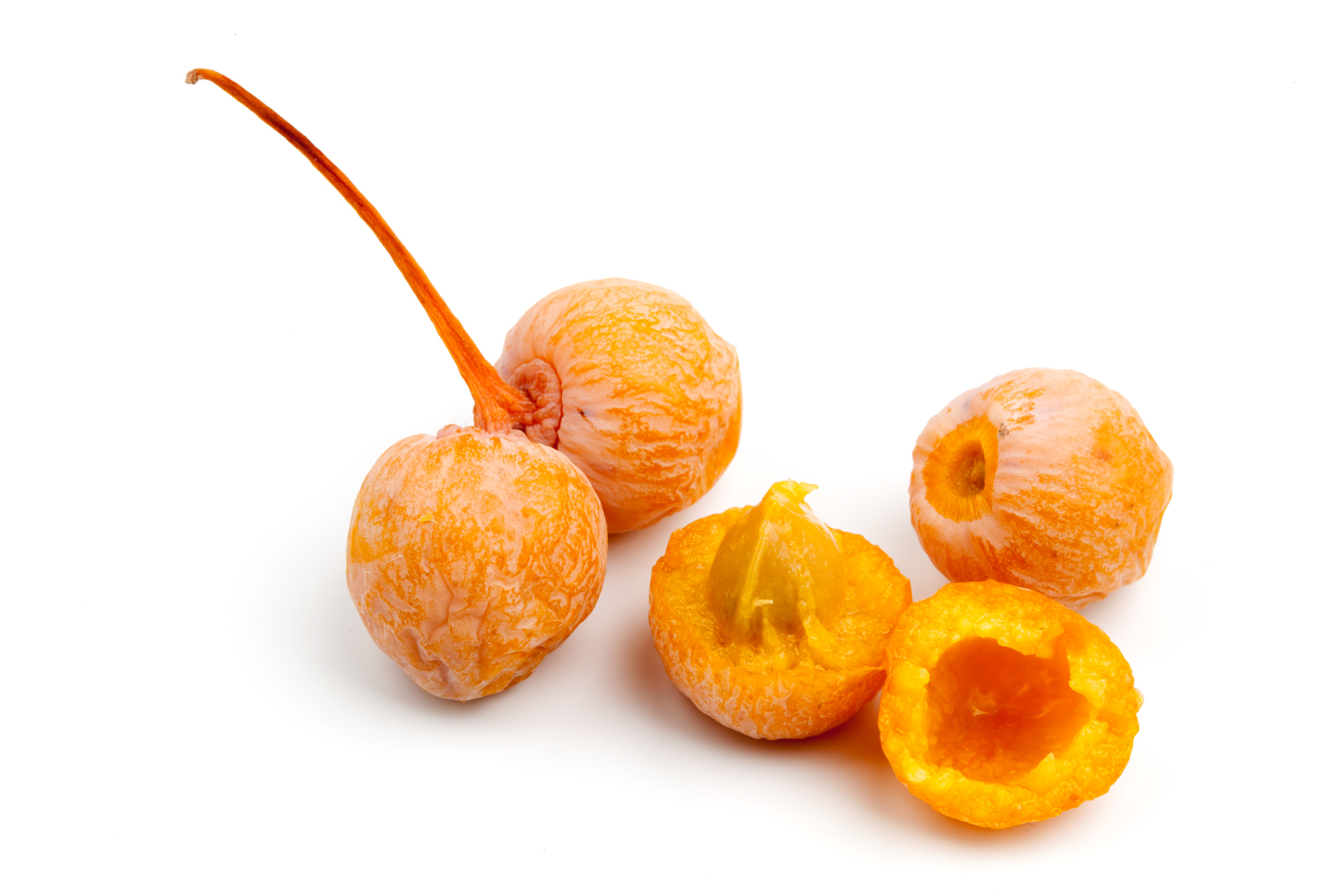
Саркотеста ґі́нко
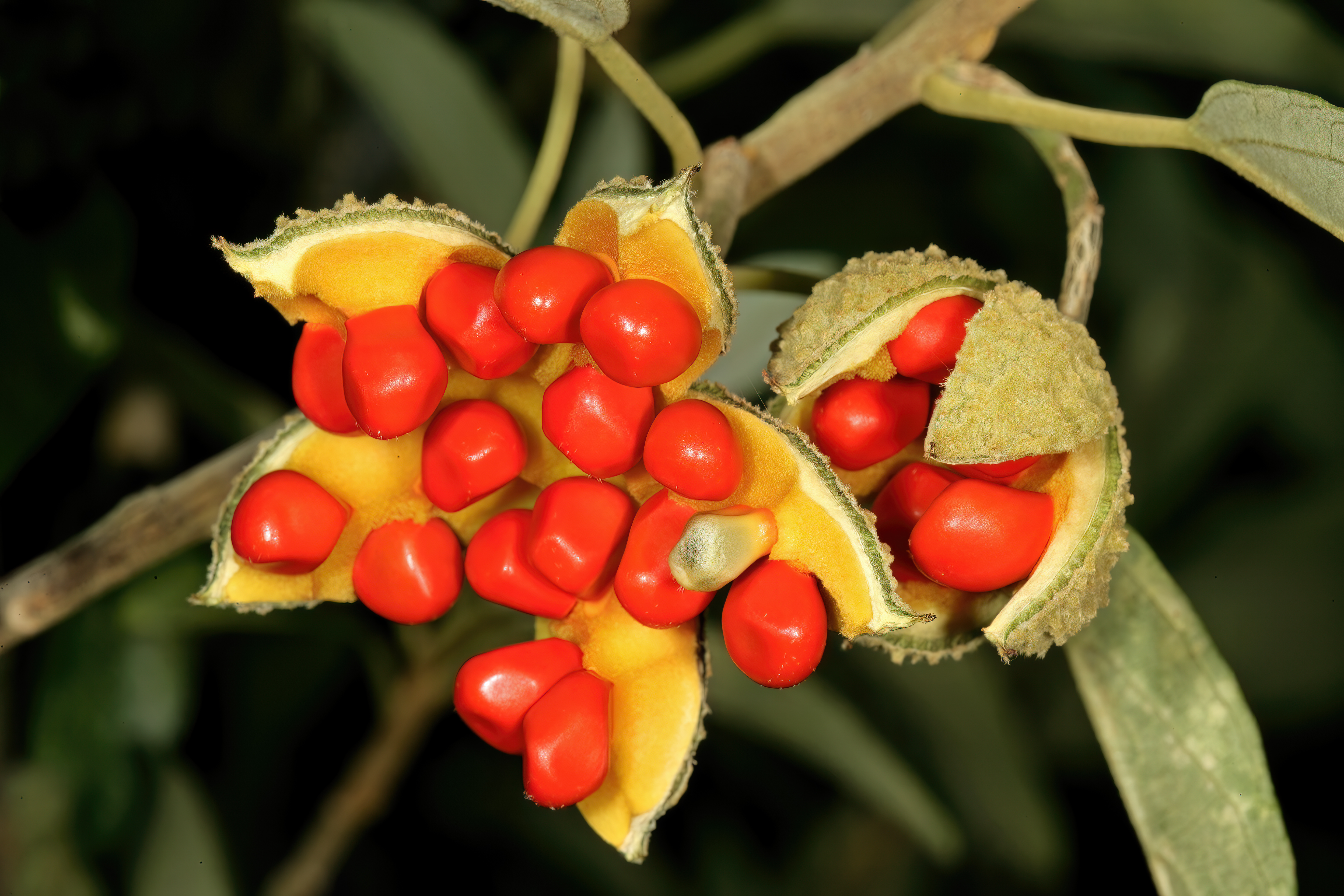
Саркотеста Kiggelaria africana
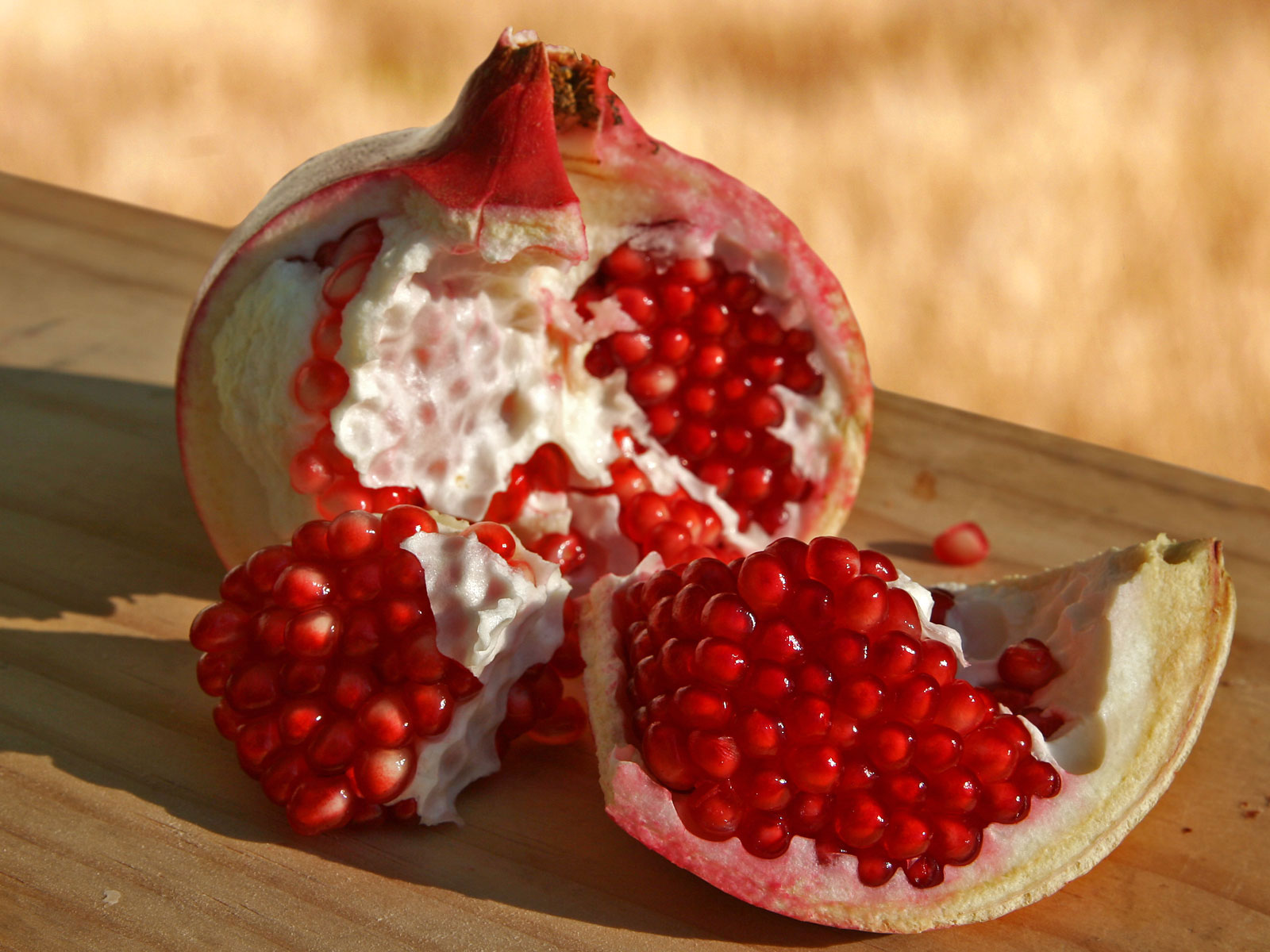
Саркотеста Punica granatum
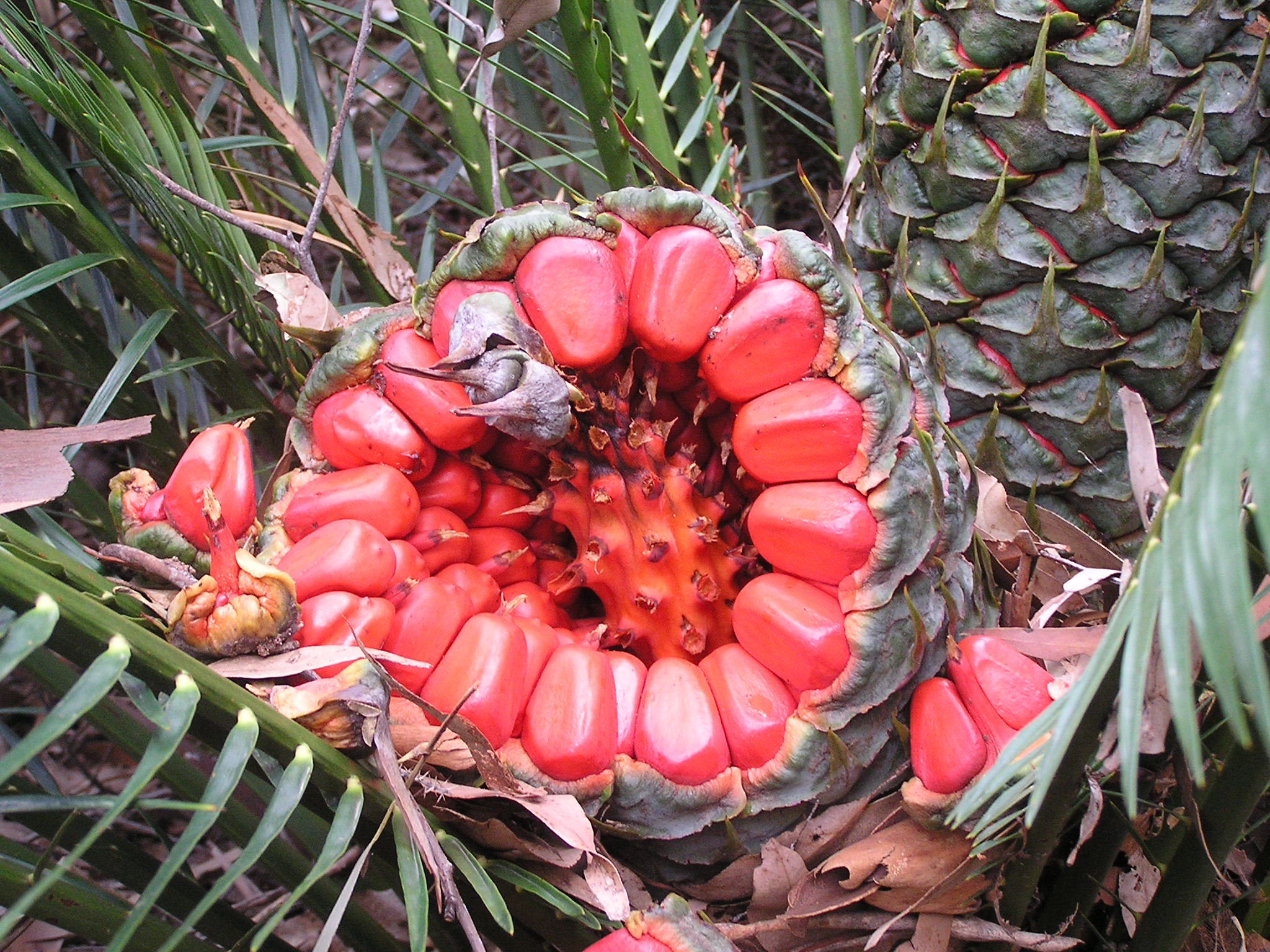
Саркотеста Macrozamia communis
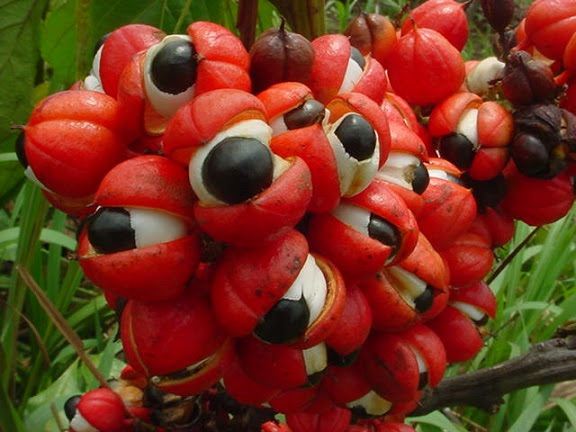
Чорне насіння гуарани з саркотестою